# Rio São Francisco (Ivaí)
Der Rio São Francisco ist zusammen mit seinem 5 km langen Unterlauf  Rio Belo ein etwa 75 km langer linker Nebenfluss des Rio Ivaí in der Mitte des brasilianischen Bundesstaats Paraná.

## Geografie

### Lage
Das Einzugsgebiet des Rio São Francisco befindet sich auf dem Segundo Planalto Paranaense (Zweite oder Ponta-Grossa-Hochebene von Paraná) und dem Terceiro Planalto Paranaense (Dritte oder Guarapuava-Hochebene von Paraná).

### Verlauf
Das Quellgebiet des Rio São Francisco liegt im Munizip Guarapuava auf 1.137 m Meereshöhe etwa 5 km südlich der Ortschaft Lavrinhas innerhalb des Parque Estadual Salto São Francisco da Esperança.
Der Fluss verläuft in nördlicher Richtung. In seinem Oberlauf durchfließt er den Parque Estadual bis unterhalb des großen São-Francisco-Wasserfalls.
Er fließt auf der Grenze zwischen den Munizipien Turvo und Prudentópolis von links in den Rio Ivaí. Er mündet auf 475 m Höhe. Er ist etwa 75 km lang.

### Munizipien im Einzugsgebiet
An Rio Belo und Rio São Francisco liegen die drei Munizipien Guarapuava, Turvo und Prudentópolis.

### Wasserfälle
Etwa 9 km nördlich seines Ursprungs bildet der Rio São Francisco den Wasserfall Salto São Francisco. Der Fluss fällt hier über die Serra da Esperança von der zweiten in die dritte Hochebene. Mit einer Fallhöhe von 196 m ist es der höchste Wasserfall im Süden Brasiliens.